# Павловское сельское поселение (Брянская область)
Павловское сельское поселение — муниципальное образование в северной части Унечского района Брянской области. Административный центр — село Павловка.
Образовано в результате проведения муниципальной реформы в 2005 году, путём слияния дореформенного Павловского сельсовета и частей Белогорщского и Рассухского сельсоветов.

## Население
| 2010  | 2011  | 2012  | 2013  | 2014  | 2015  | 2016  | 2017  | 2018  |
| ----- | ----- | ----- | ----- | ----- | ----- | ----- | ----- | ----- |
| 2123  | ↘2108 | ↘2025 | ↘1887 | ↘1775 | ↘1752 | ↘1687 | ↘1637 | ↘1578 |
| 2019  | 2020  | 2021  |       |       |       |       |       |       |
| ↘1527 | ↘1486 | ↘1445 |       |       |       |       |       |       |

## Населённые пункты
| №  | Населённый пункт | Тип          | Население |
| -- | ---------------- | ------------ | --------- |
| 1  | Батуровка        | деревня      | ↘9        |
| 2  | Белогорщь        | село         | ↘107      |
| 3  | Гусаровка        | посёлок      | ↘33       |
| 4  | Коробоничи       | деревня      | ↘85       |
| 5  | Коробоничи       | ж.д. станция | ↘183      |
| 6  | Липки            | деревня      | ↘35       |
| 7  | Лиски            | деревня      | ↘15       |
| 8  | Озёрный          | посёлок      | ↘3        |
| 9  | Павловка         | село         | ↘530      |
| 10 | Пески            | деревня      | ↘72       |
| 11 | Рассуха          | посёлок      | ↘495      |
| 12 | Судынка          | деревня      | ↘14       |
| 13 | Шулаковка        | деревня      | ↘306      |